# (106537) McCarthy
(106537) McCarthy (2000 WB63) – planetoida z pasa głównego asteroid okrążająca Słońce w ciągu 3,52 lat w średniej odległości 2,31 j.a. Odkryta 23 listopada 2000 roku.